# Derrocada

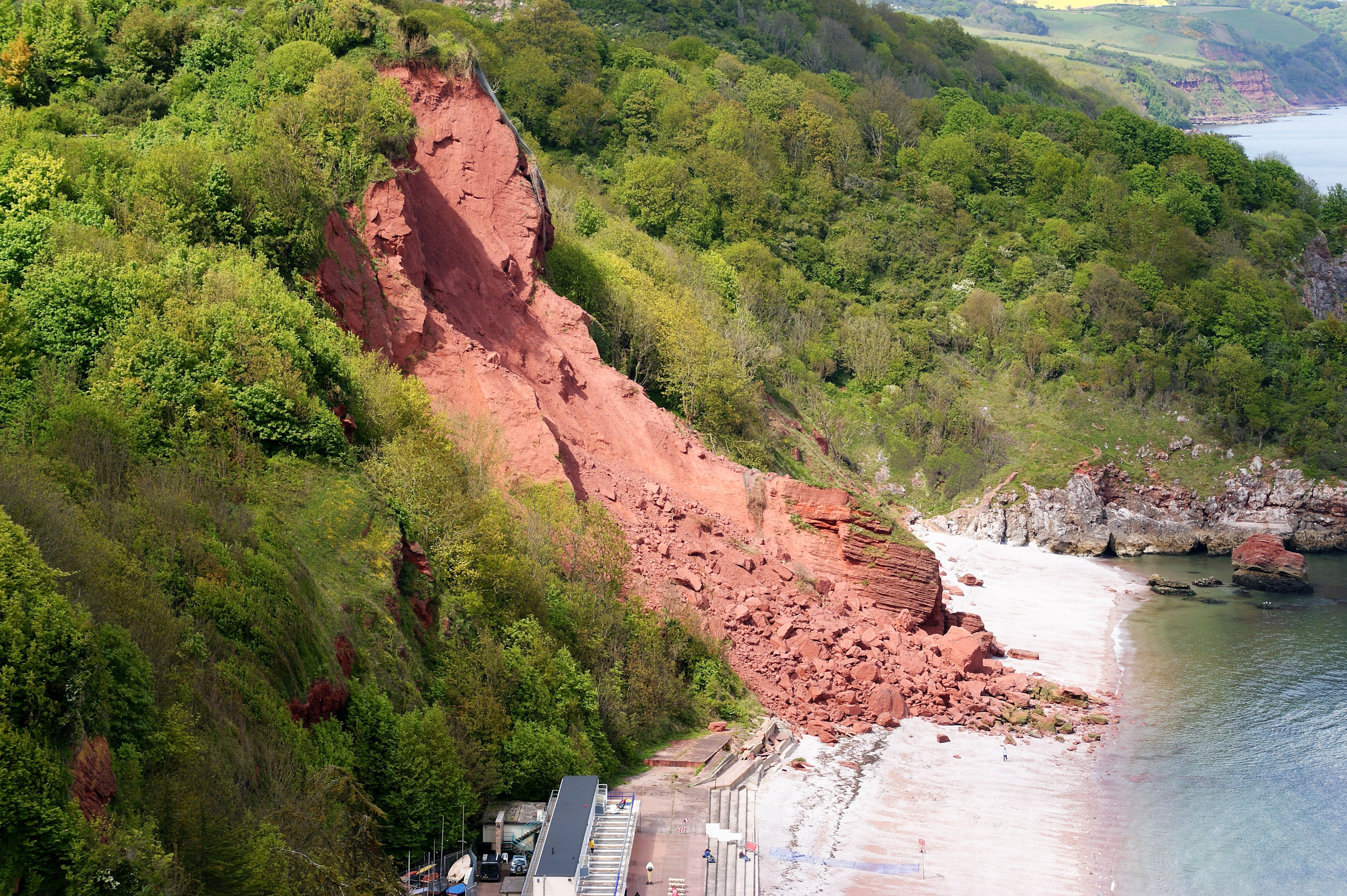
Derrocada na praia Oddicombe em Devon, Reino Unido

Uma derrocada ou deslizamento de rochas é um tipo de deslizamento de terra causado por uma falha na rocha, na qual parte do plano de falha da cama passa por rochas compactadas e o material cai em massa e não em blocos individuais. Observe que um deslizamento de rochas é semelhante a uma avalanche porque ambos são slides de detritos que podem enterrar um pedaço de terra. Enquanto um deslizamento de terra ocorre quando sujeira solta ou sedimentos caem em uma ladeira, um deslizamento de rochas ocorre apenas quando rochas sólidas são transportadas ladeira abaixo. As rochas caem ladeira abaixo, afrouxando outras pedras no caminho e esmagando tudo em seu caminho. Lâminas de rocha de fluxo rápido ou de detritos se comportam de maneira semelhante às avalanches de neve e são frequentemente chamadas de avalanches de rocha ou avalanches de detritos.

## Definição
O termo deslizamento de terra refere-se a uma variedade de eventos de desperdício de massa (falhas geológicas em declives) que incluem quedas, escorregamentos, quedas e fluxos. Os dois principais tipos de slides são slides rotacionais e slides translacionais. Os deslizamentos de rochas são um tipo de evento de translação, pois a massa de rocha se move ao longo de uma superfície aproximadamente plana com pouca rotação ou inclinação para trás. Os escorregadores de rochas são a forma mais perigosa de desperdiçar massa, porque incorporam uma liberação repentina e incrivelmente rápida do leito de rocha ao longo de um plano uniforme de fraqueza. Essas fraquezas uniformes são essenciais para identificar deslizamentos de rochas, porque, diferentemente de quedas, fluxos ou quedas, o material com falha se move em uma direção bastante uniforme sobre uma camada de rocha sólida e preexistente. As rochas podem quebrar ao cair durante deslizamentos de rochas.
A liberação rápida e repentina de material encontrado em deslizamentos de rochas, combinada com o tamanho e peso absoluto do material que está caindo, é o que dá a esses eventos o potencial de ter efeitos devastadores na vida e na infraestrutura humanas. Rampaa de escorregar na rocha são muito comuns nos desfiladeiros e drenagens mais íngremes de Idaho, particularmente em áreas como o Salmon River Canyon, onde podem existir mais de 5.000 pés de altitude entre os cumes e os fundos do desfiladeiro.

## Causas
O desperdício de massa ocorre sempre que a pressão gravitacional excede a capacidade das inclinações afetadas de resistir à pressão. Portanto, qualquer coisa que corroa ou impeça a capacidade da montanha de resistir a essa força pode ser uma das causas do desperdício de massa. Embora um grande evento como um terremoto possa causar grandes deslizamentos de rochas, a maioria dos deslizamentos ocorre devido a uma combinação de pressão gravitacional e influências erosivas.
Entre essas propriedades erosivas, a água é sem dúvida o agente geológico mais eficaz que causa a ocorrência de eventos de desperdício de massa. A água ajuda no movimento descendente do material da superfície, adicionando peso ao solo e enchendo os poros, o que tende a separar os grãos individuais, diminuindo a resistência do material ao movimento. Embora esses processos possam fazer com que um deslize aconteça, a velocidade e a devastação potencial de um deslizamento de rochas geralmente são determinadas pela severidade da inclinação apresentada pela inclinação do declive.

## Prevenção de desastres
Com o aumento da população nas áreas rurais ao redor do mundo, os riscos apresentados por possíveis deslizamentos de rochas estão se tornando uma questão premente avançando. Felizmente, os indivíduos que trabalham nos campos da ciência e engenharia geológicas continuam aperfeiçoando métodos de detecção, avaliação e aviso de deslizamentos de rochas. Novas ferramentas de observação da Terra forneceram uma capacidade muito aprimorada para detectar riscos potenciais de escorregamentos. A análise de dados sequenciais do InSAR e do LiDAR fornece uma visão regional muito valiosa do movimento da inclinação. Depois que as áreas suscetíveis são descobertas, análises detalhadas podem ser realizadas no local específico. Essas avaliações são usadas para determinar a quantidade de material que será liberado, bem como a velocidade com que esse material será transportado.
Uma vez que um local é considerado perigoso, diferentes tipos de técnicas de engenharia geológica são usados para impedir que a encosta comprometida falhe. Alguns desses designs estão listados abaixo.
Malha de arame
Um material resistente à corrosão, instalado na crista e no pé da encosta. Isso garante que todos os detritos caídos fiquem presos atrás da malha.
Paredes de contenção
Uma das formas mais antigas de engenharia de solo, os muros de contenção são construídos para neutralizar os efeitos de declives instáveis, mantendo rochas e solo caídos afastados de estradas e outras estruturas.
Pregos no solo
Um método econômico de construir uma forma de muro de contenção do topo de uma ladeira para baixo. Nesse processo, tendões de aço espaçados são perfurados no solo. Essas unhas aumentam significativamente a coesão do solo através da capacidade dessas hastes de transportar cargas de tração. essas vigas de aço são geralmente reforçadas com o uso de tela de arame soldado.
Parafuso de rocha
Parafusos de rocha são sempre um meio primário de reforço; os parafusos são colocados em um padrão específico para transferir a carga de faces do exterior das encostas para o interior.